# Phragmatobia placida
Phragmatobia placida är en fjärilsart som beskrevs av Miller 1881. Phragmatobia placida ingår i släktet Phragmatobia och familjen björnspinnare. Inga underarter finns listade i Catalogue of Life.